# الحزب الديمقراطي الشعبي (فرنسا)
الحزب الديمقراطي الشعبي (بالفرنسية: Parti démocrate populaire, PDP)‏، كان حزبًا سياسيًا ديمقراطيًا مسيحيًا في فرنسا خلال الجمهورية الثالثة. تأسس عام 1924، ومثل اتجاه الكاثوليكية الاجتماعية الفرنسية، مع بقائه حزبًا يجسد الأيديولوجية الوسطية. استوحى الحزب أيديولوجيته من الشعبية التي حظي بها حزب الشعب الإيطالي الذي أسسه لويجي ستورزو.
تأسس الحزب الديمقراطي الشعبي على أساس الكاثوليكية الفرنسية وتأثر بعدة حركات مسيحية مثل تلك التي أطلقها هوج فليسيتي روبرت دو لامنيه، واستمرت هذه الحركات مع مارك سانجنيير من خلال حركة " لو سيلون". كما تأثر الحزب برابطة الجمهورية الشابة والعمل الشعبي الليبرالي (وهو حزب الكاثوليك الجمهوريين الذي تأسس عام 1902 وحُلَّ عام 1919).

## تاريخ

### تأسيس الحزب
تأسس الحزب الديمقراطي الشعبي في فترة ما بعد الحرب العالمية الأولى مباشرة، في فترة شهدت إعادة دمج الكاثوليك في السياسة من خلال "الاتحاد المقدس" الذي نشأ خلال الحرب، ومشاركة الكاثوليك في السلطة خلال فترة الكتلة الوطنية (1919-1924). قبل الانتخابات التشريعية لعام 1924، أسس أربعة عشر نائبًا من الكتلة الوطنية نواة الحزب الديمقراطي الشعبي.
تأسس الحزب رسميًا في مؤتمر عُقد في 15 و16 نوفمبر 1924، تحت رئاسة جورج ثيبوت، وبمشاركة 200 مندوب. دعم الحزب هدف تحقيق "الجمهوريانية". شدد الديمقراطيون الشعبيون على أن الدين لا يجب أن يكون عامل تفرقة بين اليمين واليسار. بدل ذلك، اتجه الحزب نحو يمين الوسط، منافسًا مباشرًا للاتحاد الجمهوري، الذي كان المصدر الرئيسي لأعضاء الحزب الديمقراطي الشعبي وتجمع فيه الكاثوليك الاجتماعيون بعد حل حزب العمل الشعبي الليبرالي.